# Isabel de la Cerda y Guzmán
Isabel de la Cerda y Guzmán (ca. 1327 - ca. 1385) va ser una noble castellana.
Era filla del comte de Claramonte, Lluís de la Cerda, i de la seva muller, Leonor de Guzmán, senyora del Puerto de Santa María, i neta d'Alfons de la Cerda, net així mateix del rei Alfons X de Castella. Va esdevenir successora de la línia familiar a causa de la mort sense fills del seu germà Juan, executat per Pere I el 1357. El dret sobre l'herència li va ser confirmat el 25 de maig de 1366 per Enric II, i se li van retornar els béns que havien estat confiscats. També va ser senyora de Huelva, Gibraleón, Garganta la Olla, Pasarón i Torremenga, Peña de Valdería i de Bembibre, a través d'herències de diversos familiars.
Va casar-se dues vegades, la primera vers 1346 amb Ruy Pérez Ponce, senyor de la Puebla de Asturias, Cangas i Tineo, que va morir el 1354, amb el qual no va tenir fills. El 14 de setembre de 1370 va casar-se a Sevilla amb Bernat de Bearn, un destacat dirigent militar fill del comte de Foix i vescomte de Bearn, que havia entrat en terres castellanes la tardor de 1367 amb l'objectiu de donar suport militar a Enric de Trastàmara en les seves aspiracions al tron. La recomanació del matrimoni va venir a través del mateix rei, que va atorgar al militar el comtat i vila de Medinaceli amb tot el seu terme, pobles i vassalls.
Des del seu matrimoni, la seva casa seria coneguda amb el nom de la vila soriana, i seria la branca materna la preponderant i quedaria reflectida en el seu nom i escut, que va deixar de banda les armes dels Foix i es va centrar en el llinatge de la Cerda, d'origen reial. De fet, l'establiment de la donació de l'estat a Isabel de la Cerda a través del majorat va ser condició perquè Isabel acceptés el matrimoni.